# Хочень (Польща)
Хочень (пол. Choczeń) — село в Польщі, у гміні Мохово Серпецького повіту Мазовецького воєводства.
Населення — 146 осіб (2011).
У 1975-1998 роках село належало до Плоцького воєводства.

## Демографія
Демографічна структура станом на 31 березня 2011 року:
|          | Загалом | Допрацездатний вік | Працездатний вік | Постпрацездатний вік |
| -------- | ------- | ------------------ | ---------------- | -------------------- |
| Чоловіки | 72      | 19                 | 44               | 9                    |
| Жінки    | 74      | 34                 | 26               | 14                   |
| Разом    | 146     | 53                 | 70               | 23                   |